# Gui de Cambrai
Gui de Cambrai, né au XIIe siècle et mort au XIIIe siècle est un écrivain de langue française à qui sont attribués le poème épique Le Vengement Alixandre (vers 1190) et, avec une plus grande incertitude, une version en français du roman de Barlaam et Josaphat (vers 1220-1225).